# Барвінські
Барвінські (Барва, Барвіч) — давній польсько-український рід.

## Історія
Барвінські належать до одного з найстаріших польсько-українських родів. Традиція вважає їх початком ХІ ст. (перший Барва — позашлюбний син польського короля Лєшка Бялого), походження, правдоподібно, з Литви. В Галичину прийшли разом з військами Казимира III. Найдавніший документований початок роду можна, мабуть, розпочати від кінця XV ст., оскільки Микола Барвіч-Барвінський помер у 1531 році. Наступним є Йоан ІІ (+1546), це значить, що раніше був Йоан I. XVI ст. замикає Севастіян (+1592). Після шести поколінь у XVII ст. останнім згадується Михайло (1742–1783). Розгалуження роду сягають, поза Україною і Польщею, Німеччини, Канади. Представники цього роду займали різні, але спершу, мабуть, головно військові посади, оскільки у 1683 р. за участь у битві під Віднем до їх гербу «Jastrzębiec» був доданий другий («Вивірка»), від франко-німецького роду «Achinger». Один з Барвінських був козацьким сотником.
Руська гілка роду від XVII ст. представлена переважно священиками.

## Представники роду
Найвизначніший з них, Мартин Барвінський (1784—1865) — був ректором Львівського університету у 1837—1838 роках. Він — доктор теології і професор, папський прелат, архіпресвітер і генеральний вікарій львівської митрополичої капітули, член Галицьких крайових станів, консисторський радник, лицар залізної корони.
Відтак, вже переважно у світських професіях важливе місце в процесі становлення української державності і культури зайняли: сини отця Григорія Барвінського: Олександр, Володимир, Осип і син Олександра — Василь.

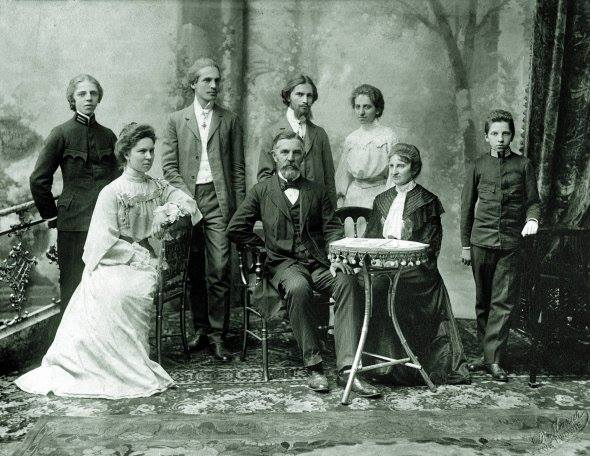
Олександр Барвінський (1847–1926), його друга дружина Євгенія Любович (1854—1913). Їх діти зліва направо: Василь Барвінський (1888—1963) — майбутній композитор, піаніст; Ольга Бачинська (1874–1955) — донька від першого шлюбу, педагог; Богдан Барвінський (1880—1958) —історик, бібліограф, архівіст; Роман Барвінський (1881—1947) — інженер, художник; Олена Савчук (1883–1962); Олександр Барвінський (1889—1957) — лікар

Олександр Барвінський (1847—1926) був визначним освітнім і громадсько-політичним діячем. Працював у керівництві «Просвіти», «Руської бесіди», у 1892 році реорганізував львівське Товариство ім. Т. Шевченка у наукове. Був послом до Галицького сейму, Віденського парламенту, членом австрійської палати панів, Галицької шкільної ради, у 1918 році міністром освіти і віросповідань Західноукраїнської Народної Республіки. Як автор багатьох навчальних посібників впровадив термін українсько-руський і фонетичний правопис. Як політичний та освітній діяч багато осягнув в економічному і культурному розвитку нації, у створенні українських шкіл, гімназій, університетської кафедри. Як публіцист і видавець був автором десятків книг, тисяч статей, розвідок, рецензій як на історичні, так найактуальніші теми українського життя. Обсяг його діяльності і спадщини є винятковим за величиною.
Володимир Барвінський (1850—1883) за освітою юрист, усе своє коротке життя віддав українській справі. Він відомий як засновник і редактор «Діла», єдиної щоденної української газети, яка майже без перерви виходила від 1880 до 1939 року. Видавав у Львові «Бібліотеку найзнаменитіших повістей». Сам був автором численних статей на політичні та суспільні теми, а також повістей «Скошений цвіт» (1877, перекладена польською мовою), «Безталанне сватання», «Сонні мари молодого питомця». Належав до найактивніших творців товариств «Просвіта» і «Рідна школа». У 1880 році організував перше у Львові народне віче, яке мало велике значення для пробудження свідомості українського народу.
Осип Барвінський (1845—1889) священик, був автором популярних у свій час історичних драм («Павло Полуботок», «Чернігівка»), які збагачували досить обмежений тоді репертуар галицького театру. Через передчасну смерть автора незавершеними залишилися драма «Тиміш Хмельницький», трилогія «Іван Виговський», історичні повісті «За правду і волю». Опублікував також серію порадників для селянства з галузі господарства, лікування, і т. д. Був невтомним просвітителем народу.
Василь Барвінський (1888—1963) композитор, піаніст, музично-громадський діяч упродовж 1915—1948 років стояв на чолі музичної освіти на західноукраїнських землях, спершу як директор Музичного Інституту імені Миколи Лисенка з його численними філіалами, відтак Львівської державної консерваторії. Українську культуру пропагував як лектор, музичний критик, автор численних статей і рецензій, співтворець періодичної мистецької преси, захисник української культури, її навчальних і освітніх закладів. Як композитор працював у різних жанрах, найбільше вокальному і фортепіанному (починаючи від 8-ми Прелюдій 1908 року). Його камерно-інструментальні ансамблі (особливо Секстет) належать до перших в Україні у цьому виді творчості. За свою патріотичну діяльність був засуджений на 10 років Гулагу (1948—1958), а рукописи його творів спалені. Частина їх була віднайдена, головно закордоном. Відтворення його пам'яті триває.